# Eugenio Garza Sada
Eugenio Garza Sada (Monterrey, 11 gennaio 1892 – Monterrey, 17 settembre 1973) è stato un imprenditore messicano.

Ha ricoperto diversi incarichi nell'azienda di famiglia fino a diventare presidente della holding che gestiva il conglomerato di aziende legate al birrificio, Valores Industriales (VISA). Nel 1943 Garza Sada era a capo del gruppo di imprenditori che fondarono l'Instituto Tecnológico y de Estudios Superiores de Monterrey (ITESM), una delle università più importanti del Messico.

## Biografia
Eugenio Garza Sada è nato l'11 gennaio 1892 nella città di Monterrey, Nuevo León. I suoi genitori erano l'uomo d'affari Isaac Garza Garza, uno dei fondatori della Cervecería Cuauhtémoc, e sua moglie, Consuelo Sada Muguerza; La sua famiglia apparteneva all'élite economica della città. Compì i suoi primi studi presso la Scuola dei Gesuiti di San Juan nella città di Saltillo, Coahuila, poco dopo essere tornato nella sua città natale e continuò la sua formazione presso la Scuola Hidalgo, diretta dalla Congregazione dei Fratelli Maristi.
La sua famiglia lasciò il paese a causa dei disordini causati dalla Rivoluzione messicana e andò in esilio negli Stati Uniti. Durante la sua permanenza lì, Garza Sada continuò la sua istruzione accademica, lavorando in un negozio come commesso e come usciere in un cinema. Studiò al liceo presso l'Accademia Militare della Western Academy, e successivamente completò gli studi universitari presso il Massachusetts Institute of Technology (MIT), dove entrò nel 1910, laureandosi in ingegneria civile nel 1914, come parte dei requisiti per questo, presentò insieme ad Armando González Longoria la tesi "Un'indagine sperimentale su un metodo di misurazione della velocità dell'acqua in campo aperto". Canali per mezzo di una paletta mobile".
Sposò nel 1921 Consuelo Lagüera Zambrano, figlia del viceconsole spagnolo a Monterrey, José Pío Lagüera. La coppia ebbe otto figli: Eugenio, che avrebbe continuato il lavoro del padre nelle aziende di famiglia, Alejandro, Alicia, Gabriel, David, Marcelo, Consuelo e Manuel Garza Lagüera.
Dopo aver terminato gli studi negli Stati Uniti, Garza Sada tornò in Messico con la sua famiglia e nel 1916 entrò nella Birreria Cuauhtémoc. Il suo primo inc|lingua=esarico fu come assistente nel reparto vendite, successivamente fu promosso e occupò posizioni più importanti. Dopo la morte del padre, nel 1933, entrò a far parte del consiglio di amministrazione della Cervecería Cuauhtémoc, come suo fratello Roberto.
Il 12 maggio 1936 crearono una holding che, insieme al fratello Roberto Garza Sada, era responsabile della gestione del conglomerato di società legate al birrificio, chiamato Valores Industriales, S. A. de C. V. (VISA). Nel 1938, VISA era composta da dodici società, la stessa Valores Industriales y Cervecería Cuauhtémoc, Compañía Cervecera Veracruz, Cervecería Central, Cervecería del Oeste, Fábricas Monterrey, S.A. (FAMOSA), Malta S. A. (una fabbrica di malto), Empaques de Cartón Titán (un'azienda produttrice di scatole per imballaggio in cartone), Técnica Industrial (una società di servizi tecnici), Compañía Comercial Distribuidora (una società di distribuzione), Compañía General of Commercial Acceptances and Investimenti, gli ultimi due funzionavano come agenzie finanziarie.
Garza Sada era uno sponsor di questo sport nella sua città natale, poiché Cervecería Cuauhtémoc sponsorizzò inizialmente la squadra Carta Blanca, che entrò nella Liga Mexicana de Béisbol il 1 febbraio 1939 e fu conosciuta come Sultanes de Monterrey dal 1948.
VISA fonda Hojalata y Lámina S.A. (Hylsa) nel 1943, con lo scopo di lavorare l'acciaio per i tappi dei contenitori di birra. A quel tempo gli Stati Uniti avevano interrotto le forniture di acciaio al Messico perché erano rimasti coinvolti nella Seconda guerra mondiale. Hylsa divenne la più grande azienda siderurgica privata del Messico, con attività che includevano l'estrazione mineraria, la lavorazione del ferro e la produzione di prodotti finali.
Sempre nel 1943 convocò un gruppo di imprenditori locali, con l'obiettivo di istituire la Società civile dell'Istruzione superiore e della ricerca (EISAC). Attraverso questa società e per sua iniziativa insieme a 10 uomini d'affari, nello stesso anno fu fondato il Instituto Tecnológico y de Estudios Superiores de Monterrey, considerato una delle università private più prestigiose d'America; con 74 campus e più di 300mila studenti. All'inizio questa istituzione disponeva solo di una scuola preparatoria, una di ingegneria e una di contabilità, oltre a strutture che fungevano da collegio per gli studenti messicani che non provenivano dallo stato di Nuevo León.
Garza Sada fece anche investimenti nei media, aveva una partecipazione nella Editora el Sol  e il suo finanziamento aiutò la creazione di un nuovo giornale mattutino nel 1938, El Norte. Nel 1937 acquistò la stazione radio XET, dalla quale promosse la creazione di una stazione di musica classica nel 1957, del governo federale fusa nel 1968 con Telesistema Mexicano per formare Televisa.
All'inizio degli anni '70, Valores Industriales, S. A. de C. V. era cresciuta notevolmente sotto la direzione dei fratelli Garza Sada e contava già 90 aziende che impiegavano più di 33.000 dipendenti. Al momento della sua morte, nel 1973, Garza Sada era il presidente del Gruppo VISA.
Il 17 settembre 1973, Eugenio Garza Sada stava andando al lavoro. Al semaforo rosso a Monterrey, la sua macchina è stata bloccata da un'altra. Scesero due giovani e ne seguì una colluttazione. L'autista e l'assistente di Garza sono stati uccisi, così come Garza quando ha afferrato la sua pistola. Sono stati assassinati anche due degli uomini, identificati come Javier Rodríguez Torres e Hilario Juárez García. Si è trattato di un fallito tentativo di rapimento organizzato della Liga 23 de Septiembre, un gruppo comunista che si opponeva al Partito Rivoluzionario Istituzionale (PRI) e al neoliberismo nel Paese. Al suo funerale parteciparono 50.000 persone, tra cui l'allora presidente messicano Luis Echeverría. Allo stesso tempo, il lavoro di 160.000 lavoratori è stato sospeso in segno di lutto.
L'11 gennaio 1975, il Consiglio comunale di Monterrey assegnò il nome di Eugenio Garza Sada al viale dove si trovano le principali strutture del Monterrey Technological Institute da lui fondato. Nello stesso anno gli venne intitolata anche la scuola preparatoria ITESM. Nel 1993, vent'anni dopo il suo tragico omicidio, la società FEMSA istituì il Premio “Eugenio Garza Sada”. Da allora, il premio viene assegnato ogni anno a persone o istituzioni che contribuiscono al benessere della comunità nazionale attraverso lo sviluppo, il miglioramento e la promozione della capacità produttiva delle sue risorse umane e fisiche.
Un'indagine pubblicata nel 2011 dal quotidiano messicano Excélsior sui documenti governativi dell'epoca ha mostrato che il governo di Echeverría era a conoscenza di un complotto per rapirlo.